# Oliver Penrose
Oliver Penrose (Marylebone, London, 1929. június 6. –) brit matematikus, elméleti fizikus, egyetemi tanár, a Royal Society tagja (FRS), az Edinburgh-i Royal Society tagja (FRSE), sakkversenyző.

## Életpályája
Édesapja Lionel S. Penrose (1898–1972) volt, híres genetikus, pszichiáter, a sakkelméletek kutatója. Két fivére a fizikai Nobel-díjas Sir Roger Penrose matematikus, elméleti fizikus (*1931) és Jonathan Penrose sakkmester (*1933), húga Shirley Penrose genetikus professzor (*1945), férjezett nevén Hodgson. Apja és testvérei is kiemelkedő tehetségű sakkozók.
Oliver Penrose a University College London-on és a Cambridge-i Egyetem King’s College-án végezte egyetemi tanulmányait. Neville Termperley-nél (1915–2017), az alkalmazott matematika professzoránál doktorált 1953-ban.
Ezután a Nobel-díjas norvég-amerikai Lars Onsagernél (1903–1976), a Yale Egyetem fizikai kémiai és elméleti fizikai professzoránál végzett posztdoktori tudományos kutatást.
Tizenhét éven át a Milton Keynes-i Open University munkatársa volt, majd 1986-tól 1994-es nyugállományba vonulásáig Edinburgh-ben, a Heriot-Watt Egyetemen tanított matematikát.
Fő tudományterülete a statisztikus mechanika, a termodinamika és a fizikai kémia. Tudományos munkásságának fő területe a statisztikus mechanika modelljeinek matematikai kezelése és a fázisátmenetek elmélete, ezen belül a fémek halmazállapot-átmeneteinek kinetikája és a felületaktív ágensek (surfactants) fizikai kémiája. Ő dolgozta ki az „off diagonal long range order” nevű koncepciót, amely a szupravezetés és a szupravezető folyadékok vizsgálatában nyert jelentőséget. Foglalkozott kvantummechanikával és az idővektor (arrow of time) fizikájának tudományos interpretációjával is.

## Kapcsolódó információk
- Penrose a Heriot-Watt University honlapján. ma.hw.ac.uk. (Hozzáférés: 2020. augusztus 27.)
- Joel Louis Lebowitz, Oliver Penrose (1994). „Papers Dedicated to Oliver Penrose on the Occasion of His 65th Birthday”. Journal of statistical physics 77.